# Monte Shahdagh
Il monte Shahdagh (in azero Şahdağ) è una vetta montuosa della catena del Gran Caucaso, situata nel distretto di Qusar dell'Azerbaigian, vicino al confine con la Russia. L'elevazione del picco è di 4,243 m sul livello del mare.
Tra le rocce di terra trovate sul Shahdag ci sono la calce magnesiaca, la pietra calcarea e il marmo. Le temperature invernali sul Shahdag sono in media a -20 °C.